# 春田兵工廠
春田兵工厂（英語：Springfield Armory）始创于1794年，位於美國麻薩諸塞州春田市，关闭于1968年，曾经是美国政府的主要的国营轻兵器生产和研发中心。該廠廠址已成為美國政府登記的國家史蹟名錄之中。
在1974年，羅伯特·里斯（Robert Reese）以「春田兵工廠」之名成立私人軍火生產公司，公司總部位於伊利諾州杰纳西奥（Geneseo）市，雖然該公司與之前關閉掉的國營兵工廠毫無關係，但商品有部份是過去該廠所生產的兵器。

## 產品
- 多款滑膛及來福前膛槍
- 春田M1873步槍
- 春田M1892步槍（英语：Springfield Model 1892–99）
- M1903春田步槍
- M1加蘭德步槍
- M14自動步槍
- M79榴彈發射器